# 独学
独学（どくがく、英語: autodidacticism）とは、学ぶにあたって、先達者の指導を仰ぐことなく独力で目標をたてて習熟しようとする学習方法、能力開発の方法である。英語"self-taught" などとも言う。なお、ここで言う「学び」とは、学問が第一ではあるが、それに限らない。
一般的には自習も同義語だが、使用される場面が異なる。広くは教授行為と切り離された学習のことを自学自習、自習と言い、送付された資料を元に学習者自身の責任で学習が進められる種類の遠隔教育・通信教育にもその側面がある。
韓国では1990年4月7日に公布された「独学による学位取得に関する法律」により独学者が学位を得る制度ができ、試験等の業務は当初中央教育評価院で行われ後に韓国放送通信大学校に移管された。

## 日本における独学の歴史
近代的な学校制度が導入される明治時代までの日本では、農民や商人が学問に目覚めた場合、書物を読み、独学のかたわら同好の士と文通し、師を求めるという学校によらない学習手段が一般的であった。国文学の賀茂真淵と本居宣長は生涯において直接対面したのは松坂の一夜限りであったが、以後、手紙のやりとりで師弟として学問の継承、発展に寄与した。
考古学者の鳥居龍蔵と植物学者の牧野富太郎もそうした方法によって研究者になった。彼らは裕福な家庭に生まれたため、学校で立身出世する必要性を感じなかったことも大きい。ついには東京帝国大学を研究の場とした彼らであったが、大学ではすでに学歴が幅を利かせるようになっており、学歴のない者は差別的な扱いに苦しむこととなった。
明治時代、東京専門学校（現: 早稲田大学）が『早稲田講義録』を発行し、貧しくて高等教育を受けられない人々に大いに活用された。第二次世界大戦前は中学講義録や英語講義録、電気講義録、囲碁講義録などさまざまな講義録が発行され、中等・高等教育の大衆化に大いに寄与した。

## 著名な独学者
世に広く知られる独学者を列挙するが、より詳しくは「独学者の一覧」を参照のこと。表記内容は左から順に、人名、独学による職業等、生誕年、各人が主たる就学時期に属していた国家や地域（出生地とは限らない）。
- 孔子 - 思想家、哲学者。紀元前551年生まれ。古代中国の魯国。[7]
- ソクラテス - 哲学者。紀元前469年頃の生まれ。古代ギリシア。
- イブン・スィーナー - 哲学者。医者、科学者。980年生まれ。サーマーン朝。
- レオナルド・ダ・ヴィンチ - 芸術家。科学者。1452年生まれ。イタリア。
- ゴットフリート・ライプニッツ - 哲学者。数学者。1646年生まれ。ドイツ。
- ベンジャミン・フランクリン - 政治家。物理学者、気象学者。1706年生まれ。アメリカ東部沿岸イギリス領植民地。
- ウィリアム・ブレイク - 詩人として独学。1757年生まれ。イングランド。
- 二宮尊徳 - 農政家。思想家。1787年生まれ。日本。
- マイケル・ファラデー - 化学者、物理学者。1791年生まれ。イングランド。
- ジョン・スチュアート・ミル - 哲学者。経済学者。1806年生まれ。イングランド。
- エイブラハム・リンカーン - 政治家。1809年生まれ。アメリカ合衆国。
- ウジェーヌ・エマニュエル・ヴィオレ・ル・デュク - 建築家。1814年生まれ。フランス。
- ハーマン・メルヴィル - 作家、小説家。1819年生まれ。アメリカ合衆国。
- アルフレッド・ラッセル・ウォレス - 博物学者、生物学者、ほか。1823年生まれ。ウェールズ。
- トーマス・エジソン - 発明家。1847年生まれ。アメリカ合衆国。
- オリヴァー・ヘヴィサイド - 物理学者、数学者。1850]生まれ。イングランド。
- ジョージ・バーナード・ショー - 劇作家。1856年生まれ。アイルランド。
- 牧野富太郎 - 植物学者。1862年生まれ。日本。
- 鳥居龍蔵 - 考古学者、人類学者、民俗学者。1870年生まれ。日本。
- フョードル・シャリアピン - 声楽家として独学。1873年生まれ。ロシア帝国。
- アルノルト・シェーンベルク - 作曲家。1874年生まれ。オーストリア。
- 山田孝雄 - 国語学者。1875年生まれ。日本。
- 竹久夢二 - 画家として。1884年生まれ。日本。
- シュリニヴァーサ・ラマヌジャン - 数学者。1887年生まれ。インド。
- ハワード・フィリップス・ラヴクラフト - 小説家、詩人。1890年生まれ。アメリカ合衆国。
- 吉川英治 - 作家、小説家。1892年生まれ。日本。
- アーネスト・ヘミングウェイ - 小説家、詩人。1899年生まれ。アメリカ合衆国。
- ホルヘ・ルイス・ボルヘス - 作家、詩人。1899年生まれ。アルゼンチン。
- クラウディオ・アラウ - ピアニスト。1903年生まれ。アメリカ合衆国。
- 金子みすゞ - 詩人。1903年生まれ。日本。
- ロンブ・カトー - 翻訳者、通訳者。1909年生まれ。ハンガリー。
- 伊福部昭 - 作曲家。1914年生まれ。日本。
- ジョゼ・サラマーゴ - 作家。ジャーナリスト。1922年生まれ。ポルトガル。
- 高峰秀子 - 女優。1924年生まれ。日本。
- マルコムX - 黒人指導者。1925年生まれ。アメリカ合衆国。
- 佐藤忠男 - 評論家。1930年生まれ。日本。
- 池田満寿夫 - 画家、作家、映画監督など「マルチタレント」。1934年生まれ。日本。
- 安藤忠雄 - 建築家。1941年生まれ。日本。
- テリー・プラチェット - 作家。1948年生まれ。イングランド。
- 柳川範之 - 経済学。1963年生まれ。日本。
- 大平光代 - 弁護士。1965年生まれ。日本。
- 唐鳳（オードリー・タン） - プログラマーで政治家（中華民国行政院政務委員）。1981年生まれ。台湾。